# Districtul Port Louis
Port Louis este un district  în   statul Mauritius. Reședința sa este orașul Port Louis.